# 五个唯独
五个唯独（拉丁語：quinque solae）是在西方基督教宗教改革时期五个代表拉丁文短语融合而成的术语，这总结了新教神學家们的基本神学信仰，与当时天主教會的教导形成了鲜明的对比。拉丁语单词意为“唯独”、“单独”或“只有”。这五个“唯独”清楚说明了宗教改革的五个基本信仰原则，改教家们相信这是基督教生活与实践中要旨的基石。这“五个唯独”都毫无保留地拒绝与反驳了当时占主导地位的天主教教义，新教神學家们认为教廷劫持上帝的神性到天主教會及其圣统阶层之中，特别是他们的首领——教宗。

## 唯独圣经
「唯獨聖經」（Sola scriptura）即是「唯獨以聖經為依歸」。新教徒相信，聖經全都是上帝的默示及無誤的真理，是上帝啟示的唯一來源、教會的最高權威，沒有任何人或傳統可以替代。 聖經更是所有人在信仰和生活上的最高準則，「人當以訓誨和法度為標準。」 教會要作牧養及施行教會紀律，只能依從聖經的教導而行，不可以修改或曲解聖經任何字詞內容來迎合屬世俗的需要。

## 唯独信心
「唯独信心」（Sola fide）指出基督徒是單單藉著上帝所賜的信心相信耶穌基督為救主，而不是人的善行去獲得救恩。信心不是憑著個人的能力、知識或行為而得到，而是上帝藉著聖靈，並透過祂的話語賜給願意接受耶穌基督為救主的人。信心是信靠耶穌基督，領受救恩的唯一管道，存有這個信心必能得救，獲得永恆的生命。

## 唯独恩典
「唯獨恩典」（Sola gratia）指出，赦罪、永生和救恩臨到信徒身上，唯獨是上帝所賜的禮物。恩典就是上帝藉著主耶穌基督犧牲來拯救世人，靠著這恩典上帝使人從罪惡中得到釋放，並給與信徒永生的應許，這是上帝白白及無條件賜給世人。世人只能單靠這恩典得到拯救，人亦不能用任何方法或行為可以得著或成就這恩典，人亦不能藉與上帝合作而得著這恩典。

## 唯独基督
「唯獨基督」（Solus Christus or Solo Christo）指耶穌基督是聖經的中心及上帝的終極啟示。上帝救贖世人，是單單藉著耶穌基督所作的一切來成就，唯有耶穌基督的犧牲，才足以使世人與上帝和好。基督是信徒信靠的唯一對象，並沒有任何人、事、物可以替代。這教導被稱為福音，並只有在上帝所啟示的聖經內完全顯明出來，基督的犧牲若不被宣告，便沒有真正的福音。

## 唯独上帝的榮耀
「唯獨上帝的榮耀」（Soli Deo gloria）。既然上帝对人的救恩是上帝借着自己的意志和行为独自完成的，那么“一切荣耀归于上帝”就是教导将所有荣耀都单单归因于上帝；不仅仅是因为耶稣基督钉于十字架上的完全的救赎恩赐，而且是因为这种救恩带来的信心恩赐，这种信心是由圣灵缔造于信徒心中的。教改家们认为：人，即使是由罗马教廷、教宗或教会圣统阶层封圣的人，他们也不是配得荣耀的。那就是说，不能因为人的好做工而颂扬他们，而应该赞扬上帝并将荣耀归于他，因为是他才使那些人得胜并有着好做工的。